# Kings (circonscription provinciale)
Pour les articles homonymes, voir Kings.
Ne doit pas être confondu avec King's (circonscription fédérale).
Kings est une des huit circonscriptions électorales provinciales originelles du Nouveau-Brunswick, correspondant au territoire du comté de Kings. La circonscription a été créée en 1785 et abolie en 1973. Comme il s'agissait d'un scrutin plurinominal majoritaire, trois candidats pouvaient être élus à la même élection.